# A Kecskeméti TE 2007–2008-as szezonja
A Kecskeméti TE a 2007/2008-as szezonban az NB II Keleti csoportjában szerepelt, és három fordulóval a vége előtt győzött, így története során először került fel az NB I-be.

## Bajnoki mérkőzések

### Őszi fordulók
A Kecskeméti TE megnyerte az NB II Keleti csoportjának 2007/2008-as kiírását. Az őszi idényt is az első helyen zárta, és tavasszal zsinórban 14 meccset megnyerve lett bajnok.
| 1. forduló 2007. augusztus 11. 20:00 |

| Kecskeméti TE                              | 1 – 1               | Makó FC                                   |
| ------------------------------------------ | ------------------- | ----------------------------------------- |
| Farkas 65' Ábel 39' Gyagya 45' Csordás 82' | (0 – 0) Jegyzőkönyv | Dálnaki 65' Bány 32' Gévay 70' Magyar 84' |

| Széktói Stadion, Kecskemét Nézőszám: 500 Játékvezető: Berettyán Péter (magyar) |

| 2. forduló 2007. augusztus 19. 17:30 |

| Bőcs KSC                          | 3 – 0               | Kecskeméti TE                             |
| --------------------------------- | ------------------- | ----------------------------------------- |
| Irhás 36' Urbin 41' 70' Jeney 23' | (2 – 0) Jegyzőkönyv | Lungu 37' Némedi 42' Csordás 53' Kása 87′ |

| Bőcs Nézőszám: 350 Játékvezető: Sulyok Gergely (magyar) |

| 3. forduló 2007. augusztus 25. 19:00 |

| Kecskeméti TE                                                                           | 3 – 2               | Mezőkövesdi SE                                               |
| --------------------------------------------------------------------------------------- | ------------------- | ------------------------------------------------------------ |
| Savić 20' 24' Balázs 29' Némedi 78' Lungu 5' Lovrić 12′ Gyagya 87′ Szabó 90' Vass 90+1' | (2 – 0) Jegyzőkönyv | Ragó 67' 40' Bogdány 88' Olasz 19' Toplenszki 71' Fekete 72′ |

| Széktói Stadion, Kecskemét Nézőszám: 600 Játékvezető: Herbály Péter (magyar) |

| 4. forduló 2007. szeptember 1. 18:00 |

| Kecskeméti TE                            | 2 – 1               | BKV Előre                                                 |
| ---------------------------------------- | ------------------- | --------------------------------------------------------- |
| Koszó 28' Farkas 74' Némedi 77' Ábel 82' | (1 – 0) Jegyzőkönyv | Hégli 57' Mohácsik 19' Szabados 26' Rósa 75' Petruska 76' |

| Széktói Stadion, Kecskemét Nézőszám: 600 Játékvezető: Erdős József (magyar) |

| 5. forduló 2007. szeptember 9. 16:30 |

| Tuzsér SE          | 0 – 3               | Kecskeméti TE                                      |
| ------------------ | ------------------- | -------------------------------------------------- |
| Mező 52' Milka 59' | (0 – 2) Jegyzőkönyv | Csordás 23' 32' Kopunović 89' Gyagya 29' Lungu 66' |

| Tuzsér Nézőszám: 300 Játékvezető: Hegedűs Attila (magyar) |

| 6. forduló 2007. szeptember 15. 18:00 |

| Kecskeméti TE                                                         | 5 – 1               | Tököl KSK                      |
| --------------------------------------------------------------------- | ------------------- | ------------------------------ |
| Kormos 8' Lovrić 22' Csordás 67' Yannick 12' 18' Savić 37' Farkas 51' | (4 – 1) Jegyzőkönyv | Lakics 28' Kiss 5' Palásti 53' |

| Széktói Stadion, Kecskemét Nézőszám: 1 000 Játékvezető: Takács János (magyar) |

| 7. forduló 2007. szeptember 22. 16:00 |

| Jászberényi SE          | 1 – 0               | Kecskeméti TE                     |
| ----------------------- | ------------------- | --------------------------------- |
| Németh 41' Szeles 90+1' | (1 – 0) Jegyzőkönyv | Lovrić 25' Némedi 33' Lungu 90+3' |

| Jászberény Nézőszám: 800 Játékvezető: Kovács Gábor (magyar) |

| 8. forduló 2007. szeptember 29. 18:00 |

| Kecskeméti TE                                                                                           | 5 – 0               | Ceglédi VSE                      |
| --- | ------------------- | -------------------------------- |
| Kormos 5' 42' Lovrić 37' Yannick 76' Kopunović 84' Csordás 86' (11-esből) Savić 38' Ábel 68' Gyagya 80' | (2 – 0) Jegyzőkönyv | Cseh 13' Abdelmagid 17′ Kiri 87' |

| Széktói Stadion, Kecskemét Nézőszám: 1 000 Játékvezető: Németh Ádám (magyar) |

| 9. forduló 2007. október 6. 15:00 |

| Baktalórántháza VSE                                | 1 – 3               | Kecskeméti TE                                           |
| -------------------------------------------------- | ------------------- | ------------------------------------------------------- |
| Szabó 33' 56' Czerula 28' Bodnár 57' Pálvölgyi 89' | (1 – 2) Jegyzőkönyv | Balázs 19' 30' Némedi 75' Lovrić 52' Koszó 78' Vass 85' |

| Baktalórántháza Nézőszám: 300 Játékvezető: Vad II. István (magyar) |

| 10. forduló 2007. október 13. 13:00 |

| Kecskeméti TE                                                             | 4 – 0               | Ferencváros                                           |
| ------------------------------------------------------------------------- | ------------------- | ----------------------------------------------------- |
| Kormos 27' Yannick 45' 63' Kopunović 78' Balázs 24' Gyagya 48' Lovrić 79' | (2 – 0) Jegyzőkönyv | Vasas 17' Bartha 33' Vincze 62′ Lazić 68' Lipcsei 82' |

| Széktói Stadion, Kecskemét Nézőszám: 4 000 Játékvezető: Bede Ferenc (magyar) |

| 11. forduló 2007. október 20. 14:30 |

| Kazincbarcikai SC | 0 – 1               | Kecskeméti TE                    |
| ----------------- | ------------------- | -------------------------------- |
|                   | (0 – 0) Jegyzőkönyv | Kormos 65' Gyagya 30' Balázs 89' |

| Kazincbarcika Nézőszám: 400 Játékvezető: Arany Tamás (magyar) |

| 12. forduló 2007. október 27. 15:30 |

| Kecskeméti TE | 0 – 0               | Vecsési FC                                              |
| ------------- | ------------------- | ------------------------------------------------------- |
| Ábel 88'      | (0 – 0) Jegyzőkönyv | Hungler 43' Králik 47' Czipper 62′ Máj 83' Mészáros 89' |

| Széktói Stadion, Kecskemét Nézőszám: 600 Játékvezető: Sulyok Gergely (magyar) |

| 13. forduló 2007. november 3. 13:30 |

| Vác-Újbuda LTC         | 1 – 1               | Kecskeméti TE |
| ---------------------- | ------------------- | ------------- |
| Vidra 51' Lettrich 78' | (0 – 0) Jegyzőkönyv | Yannick 46'   |

| Ligeti Stadion, Vác Nézőszám: 400 Játékvezető: Bognár Tamás (magyar) |

| 14. forduló 2007. november 10. 14:30 |

| Kecskeméti TE                                       | 1 – 0               | Szolnoki MÁV              |
| --------------------------------------------------- | ------------------- | ------------------------- |
| Csordás 68' Savić 30' Vass 42' Szabó 69' Lovrić 82′ | (0 – 0) Jegyzőkönyv | Antal 34' Urbán-Szabó 90' |

| Széktói Stadion, Kecskemét Nézőszám: 1 600 Játékvezető: Veizer Roland (magyar) |

| 15. forduló 2007. november 18. 13:00 |

| Orosháza FC                        | 1 – 2               | Kecskeméti TE                                     |
| ---------------------------------- | ------------------- | ------------------------------------------------- |
| Buza 49' 63' Koncz 45' Lovas 90+1' | (0 – 1) Jegyzőkönyv | Farkas 22' 69' Kormos 78' Kurucsai 59' Gyagya 71' |

| Mátrai Sándor Stadion, Orosháza Nézőszám: 500 Játékvezető: Mészáros István (magyar) |

### Tavaszi fordulók
| 16. forduló 2008. március 2. 14:30 |

| Makó FC                        | 3 – 0               | Kecskeméti TE            |
| ------------------------------ | ------------------- | ------------------------ |
| Bány 48' 83' 62' Hadár 43' 60' | (1 – 0) Jegyzőkönyv | Balázs 24' Schindler 57' |

| Makó Nézőszám: 700 Játékvezető: Bede Ferenc (magyar) |

| 17. forduló 2008. március 8. 17:00 |

| Kecskeméti TE                                   | 4 – 0               | Bőcs KSC                                  |
| ----------------------------------------------- | ------------------- | ----------------------------------------- |
| Montvai 6' 18' Yannick 31' Koncz 38' Gyagya 35' | (4 – 0) Jegyzőkönyv | Mező 23' Gaál 57' Menyhért 59' Molnár 89' |

| Széktói Stadion, Kecskemét Nézőszám: 700 Játékvezető: Németh Ádám (magyar) |

| 18. forduló 2008. március 16. 14:30 |

| Mezőkövesdi SE             | 1 – 2               | Kecskeméti TE                                    |
| -------------------------- | ------------------- | ------------------------------------------------ |
| Vágó 3' Ragó 29' Sivák 59' | (1 – 1) Jegyzőkönyv | Debreceni 17' Farkas 86' 58' Koncz 29' Széki 90' |

| Mezőkövesd Nézőszám: 800 Játékvezető: Takács János (magyar) |

| 19. forduló 2008. március 22. 15:00 |

| BKV Előre SC  | 1 – 2               | Kecskeméti TE               |
| ------------- | ------------------- | --------------------------- |
| Varga 60' 58' | (0 – 1) Jegyzőkönyv | Csordás 26' 76' Yannick 79' |

| Sport utcai stadion, Budapest Nézőszám: 400 Játékvezető: Andó-Szabó Sándor (magyar) |

| 20. forduló 2008. március 29. 18:00 |

| Kecskeméti TE                                             | 4 – 0               | Tuzsér SE                    |
| --------------------------------------------------------- | ------------------- | ---------------------------- |
| Montvai 18' Kormos 79' 83' 90+2' Farkas 45' Schindler 75' | (1 – 0) Jegyzőkönyv | Dancs 55' Gergely 63' Ur 69′ |

| Széktói Stadion, Kecskemét Nézőszám: 1 000 Játékvezető: Veizer Roland (magyar) |

| 21. forduló 2008. április 5. 16:30 |

| Tököl KSK | 0 – 1               | Kecskeméti TE          |
| --------- | ------------------- | ---------------------- |
| Kiss 53'  | (0 – 0) Jegyzőkönyv | Montvai 72' Farkas 27' |

| Tököl Nézőszám: 500 Játékvezető: Szilasi Szabolcs (magyar) |

| 22. forduló 2008. április 12. 19:00 |

| Kecskeméti TE                                      | 2 – 0               | Jászberényi SE                |
| -------------------------------------------------- | ------------------- | ----------------------------- |
| Némedi 3' Csordás 20' 75' Gyagya 45' Debreceni 84' | (2 – 0) Jegyzőkönyv | Póti 44' Kádár 69' Gulyás 75' |

| Széktói Stadion, Kecskemét Nézőszám: 1 400 Játékvezető: Németh Ádám (magyar) |

| 23. forduló 2008. április 19. 17:00 |

| Ceglédi VSE             | 0 – 3               | Kecskeméti TE                              |
| ----------------------- | ------------------- | ------------------------------------------ |
| Kecskeméti 24' Kiri 30' | (0 – 2) Jegyzőkönyv | Koncz 23' Balázs 27' Lovrić 80' Gyagya 72' |

| Cegléd Nézőszám: 1 000 Játékvezető: Kovács Gábor (magyar) |

| 24. forduló 2008. április 26. 19:00 |

| Kecskeméti TE                   | 3 – 0               | Baktalórántháza VSE |
| ------------------------------- | ------------------- | ------------------- |
| Balázs 36' Lovrić 76' Koncz 80' | (1 – 0) Jegyzőkönyv |                     |

| Széktói Stadion, Kecskemét Nézőszám: 2 400 Játékvezető: Mészáros István (magyar) |

| 25. forduló 2008. május 1. 18:00 |

| Ferencváros               | 1 – 2               | Kecskeméti TE              |
| ------------------------- | ------------------- | -------------------------- |
| Ndjodo 51' Dragóner 90+1′ | (0 – 0) Jegyzőkönyv | Montvai 47' 73' Gyagya 79' |

| Albert Flórián Stadion, Budapest Nézőszám: 10 000 Játékvezető: Kassai Viktor (magyar) |

| 26. forduló 2008. május 4. 17:00 |

| Kecskeméti TE                  | 4 – 1               | Kazincbarcikai SC    |
| ------------------------------ | ------------------- | -------------------- |
| Kormos 11' Montvai 21' 57' 59' | (2 – 0) Jegyzőkönyv | Elek 78' Zimányi 23′ |

| Széktói Stadion, Kecskemét Nézőszám: 2 600 Játékvezető: Bognár Tamás (magyar) |

| 27. forduló 2008. május 10. 17:30 |

| Vecsési FC                           | 2 – 4               | Kecskeméti TE                                                    |
| ------------------------------------ | ------------------- | ---------------------------------------------------------------- |
| Lovrić 46' (öngól) Hungler 90' 90+2' | (0 – 0) Jegyzőkönyv | Balázs 55' 84' Montvai 61' 72' Savić 15' Schindler 43' Széki 71' |

| Vecsés Nézőszám: 1 000 Játékvezető: Hegedűs Attila (magyar) |

| 28. forduló 2008. május 17. 19:00 |

| Kecskeméti TE                                                                     | 5 – 0               | Vác-Újbuda LTC     |
| --------------------------------------------------------------------------------- | ------------------- | ------------------ |
| Balázs 19' Montvai 21' Széki 27' Csordás 54' Kormos 65' 86' Gyagya 13' Lovrić 67' | (3 – 0) Jegyzőkönyv | Vén 32' Demény 53' |

| Széktói Stadion, Kecskemét Nézőszám: 5 000 Játékvezető: Takács János (magyar) |

| 29. forduló 2008. május 25. 15:30 |

| Szolnoki MÁV                      | 1 – 3               | Kecskeméti TE                                           |
| --------------------------------- | ------------------- | ------------------------------------------------------- |
| Farkas 48' 75' Mile 45' Freud 73' | (0 – 1) Jegyzőkönyv | Savić 22' Farkas 90' Montvai 90+2' Gyagya 28' Lungu 79' |

| Tiszaligeti stadion, Szolnok Nézőszám: 2 500 Játékvezető: Erdős József (magyar) |

| 30. forduló 2008. május 31. 18:00 |

| Kecskeméti TE                                        | 4 – 1               | Orosháza FC |
| ---------------------------------------------------- | ------------------- | ----------- |
| Montvai 23' Lungu 48' 65' Csordás 52' 79' Farkas 44' | (1 – 0) Jegyzőkönyv | Buza 76'    |

| Széktói Stadion, Kecskemét Nézőszám: 3 500 Játékvezető: Varga László (magyar) |

## Tabella
| #   | Csapat                | M  | GY | D  | V  | G+ – G– | GK  | P  | Megjegyzések                                           |
| --- | --------------------- | -- | -- | -- | -- | ------- | --- | -- | ------------------------------------------------------ |
| 1.  | Kecskeméti TE         | 30 | 24 | 3  | 3  | 74–23   | +51 | 75 | 2008–2009-es magyar labdarúgó-bajnokság (első osztály) |
| 2.  | Szolnoki MÁV-Mondi FC | 30 | 20 | 3  | 7  | 52–29   | +23 | 63 |                                                        |
| 3.  | Ferencvárosi TC       | 30 | 18 | 8  | 4  | 63–35   | +28 | 62 |                                                        |
| 4.  | Makó FC               | 30 | 13 | 11 | 6  | 52–34   | +18 | 50 |                                                        |
| 5.  | Vác-Újbuda LTC        | 30 | 13 | 6  | 11 | 57–45   | +12 | 45 |                                                        |
| 6.  | Vecsési FC            | 30 | 12 | 9  | 9  | 43–42   | +1  | 45 |                                                        |
| 7.  | Kazincbarcikai SC     | 30 | 11 | 11 | 8  | 43–42   | +1  | 44 |                                                        |
| 8.  | Bőcs KSC              | 30 | 11 | 9  | 10 | 47–42   | +5  | 42 |                                                        |
| 9.  | Jászberényi SE Vasas  | 30 | 9  | 9  | 12 | 28–36   | −8  | 36 |                                                        |
| 10. | Ceglédi VSE           | 30 | 10 | 5  | 15 | 33–53   | −20 | 35 |                                                        |
| 11. | Baktalórántháza VSE   | 30 | 8  | 10 | 12 | 31–43   | −12 | 34 |                                                        |
| 12. | Tököl KSK             | 30 | 9  | 5  | 16 | 28–52   | −24 | 32 |                                                        |
| 13. | BKV Előre SC          | 30 | 8  | 5  | 17 | 43–49   | −6  | 29 |                                                        |
| 14. | Orosháza FC           | 30 | 7  | 8  | 15 | 41–56   | −15 | 29 | NB III                                                 |
| 15. | Tuzsér SE             | 30 | 6  | 5  | 19 | 29–59   | −30 | 23 | NB III                                                 |
| 16. | Mezőkövesd-Zsóry SE   | 30 | 4  | 7  | 19 | 26–51   | −25 | 19 | NB III                                                 |

Utolsó frissítés: 2008. június 1. 
Forrás: MLSZ 
A rangsorolás alapszabályai: 1. összpontszám, 2. győzelmek száma, 3. egymás elleni eredmények összpontszáma,  4. egymás elleni eredmények gólkülönbsége, 5. egymás elleni eredmények szerzett góljainak száma 6. gólkülönbség, 7. szerzett gólok száma.
(B): Bajnokcsapat, (K): Kieső csapat, (F): Feljutó csapat, (I): Kupainduló, (R): A rájátszás győztese, (KGY): Kupagyőztes

## Házi góllövőlista
| Név                  | Gól |
| -------------------- | --- |
| Montvai Tibor        | 14  |
| Csordás Csaba        | 11  |
| Kormos László        | 10  |
| Balázs József        | 8   |
| Mbengono Yannick     | 6   |
| Farkas István        | 5   |
| Ivan Lovrić          | 4   |
| Koncz Zsolt          | 3   |
| Aleksandar Kopunović | 3   |
| Némedi Norbert       | 3   |
| Vladan Savić         | 2   |
| Debreceni András     | 1   |
| Koszó Balázs         | 1   |
| Misheck Lungu        | 1   |
| Széki Attila         | 1   |

## Bajnoki helyezések fordulóról fordulóra
A táblázatban felül szerepelnek a fordulók sorszámai, alatta a csapat aktuális tabellán elfoglalt helyezései, míg legalul az első helytől való távolság, illetve a csapat vezető helye esetén a pontokban mért előny.
| 1.  | 2.  | 3.  | 4.  | 5.  | 6.  | 7.  | 8.  | 9.  | 10. | 11. | 12. | 13. | 14. | 15. |
| 7.  | 13. | 11. | 6.  | 4.  | 2.  | 2.  | 2.  | 1.  | 1.  | 1.  | 1.  | 2.  | 1.  | 1.  |
| -2  | -5  | -3  | -3  | -2  | -2  | -2  | -2  | 0   | 0   | +2  | 0   | -2  | +1  | +1  |
| 16. | 17. | 18. | 19. | 20. | 21. | 22. | 23. | 24. | 25. | 26. | 27. | 28. | 29. | 30. |
| 2.  | 2.  | 2.  | 2.  | 2.  | 1.  | 1.  | 1.  | 1.  | 1.  | 1.  | 1.  | 1.  | 1.  | 1.  |
| -2  | -2  | -2  | -2  | -2  | +1  | +1  | +4  | +4  | +4  | +7  | +7  | +9  | +12 | +12 |

## Az eredmények összesítése
Az alábbi táblázatban összesítve szerepelnek a Kecskeméti TE 2007/08-as bajnokságban elért eredményei.
| Ősz/tavasz (forduló)    | Otthon | Otthon | Otthon | Otthon | Otthon | Otthon | Otthon | Idegenben | Idegenben | Idegenben | Idegenben | Idegenben | Idegenben | Idegenben |
| Ősz/tavasz (forduló)    | M      | GY     | D      | V      | LG–KG  | GK     | P      | M         | GY        | D         | V         | LG–KG     | GK        | P         |
| ----------------------- | ------ | ------ | ------ | ------ | ------ | ------ | ------ | --------- | --------- | --------- | --------- | --------- | --------- | --------- |
| Őszi szezon (1–15.)     | 8      | 6      | 2      | 0      | 21–5   | +16    | 20     | 7         | 4         | 1         | 2         | 10–7      | +3        | 13        |
| Tavaszi szezon (16–30.) | 7      | 7      | 0      | 0      | 26–2   | +24    | 21     | 8         | 7         | 0         | 1         | 17–9      | +8        | 21        |
| Összesen (1–30.)        | 15     | 13     | 2      | 0      | 47–7   | +40    | 41     | 15        | 11        | 1         | 3         | 27–16     | +11       | 34        |

## Magyar kupa
A Kecskeméti TE a második fordulóban kezdte meg a szereplését a Magyar kupában. Az első két mérkőzését megnyerte, majd a későbbi győztes DVSC-től hazai pályán kikapott, így nem jutott a legjobb 16 közé.
| 2. forduló 2007. augusztus 22. 16:00 |

| Kecskeméti TE       | 3 – 1               | Jászapáti VSE                           |
| ------------------- | ------------------- | --------------------------------------- |
| Koszó Némedi Kormos | (2 – 0) Jegyzőkönyv | Kotula Kóczián 42' Varga 69' Molnár 76' |

| Széktói Stadion, Kecskemét Játékvezető: Kelemen István (magyar) |

| 3. forduló 2007. szeptember 5. 16:00 |

| Orosháza FC        | 1 – 2               | Kecskeméti TE                   |
| ------------------ | ------------------- | ------------------------------- |
| Buza 29' Koncz 54' | (1 – 1) Jegyzőkönyv | Csordás 45' Balázs 51' Tóth 28' |

| Mátrai Sándor Stadion, Orosháza Játékvezető: Fábián Mihály (magyar) |

| 4. forduló 2007. szeptember 26. 17:00 |

| Kecskeméti TE                       | 2 – 4               | Debreceni VSC                                                           |
| ----------------------------------- | ------------------- | ----------------------------------------------------------------------- |
| Csordás 30' Kopunović 89' Lungu 11' | (1 – 3) Jegyzőkönyv | Kerekes 23' 18' Sándor 35' Kiss 26' Kouemaha 86' Leandro 6' Komlósi 66' |

| Széktói Stadion, Kecskemét Játékvezető: Iványi Zoltán (magyar) |